# Bernat Lesfargas
Bernat Lesfargas (27 de julio de 1924 - 23 de febrero de 2018) fue un poeta francés en lengua occitana, concretamente en dialecto lemosín. También fue crítico literario y traductor al francés de autores en lengua española, catalana y occitana. Además, en 1981 fundó la editorial Editions Jorn para publicar obras en occitano.
Su nombre en grafía francesa es Bernard Lesfargues.

## Biografía
Bernat Lesfargas nació en Bergerac (Francia) y estudió literatura española en la Universidad Sorbona de París. Fue profesor de dicha lengua en Lyon hasta su jubilación en 1985.
Hombre muy apegado a su lengua materna, fue uno de los rostros más visibles en la defensar y promoción del idioma occitano. Fue miembro fundando del Instituto de Estudios Occitanos en 1945, miembro de la asociación Amics de la Lenga d'Òc y fundador en 1984 de la editorial occitana Editions Jorn. A través de ella, tradujo a la lengua francesa a numerosos autores occitanos como Felip Gardy, Adelina Yzac, Max Roqueta o Robert Lafont.
Fue traductor al francés de autores tanto en lengua española como catalana. Por su labor de traducir a autores como Mercé Rodoreda, Salvador Espriu, Jaume Cabre o Quim Monzó recibió en 1999 la Cruz de Sant Jordi de la Generalidad de Cataluña. Entre los autores en lengua española que ha traducido figuran Mario Vargas Llosa, Juan Goytisolo, Ramón J. Sender y Vicente Aleixandre.
En el año 2006, Bernat Lesfargas depositó en la Universidad Autónoma de Barcelona toda su producción literaria, bibliográfica y epistoral para su inventario, catalogación y digitalización.

## Obra literaria
Cultivó la poesía en occitano, aunque también se reescribió en francés al final de su carrera literaria.
- Cap de l'aiga (1952)
- Cor prendre (1965) Premio Jaufré Rudel
- Ni cort ni costièr (1970)
- Brageirac e autres luócs (1993)
- La Brasa e lo Fuòc brandal (2001)
- Finie la fête (2004)
- La plus close nuit (2006)
- Et eg... Bergerac (2012)
- Odes et autres poèmes (2014)

En 2005 recibió el Premio Joan Bodon al conjunto de su carrera literaria.

## Fondo personal
En 2006, Bernard Lesfargues firmó un convenio con la Universidad Autónoma de Barcelona mediante el cual cedió parte de su fondo epistolar y bibliográfico. Este fondo personal fue depositado en la Biblioteca de Humanidades de la UAB y está compuesto por documentación tanto personal como profesional. Incluye principalmente correspondencia y obra de otros autores, así como una cuidada selección de su biblioteca personal.